# 約翰敦 (內華達州)
約翰敦（英語：Johntown）是位於美國內華達州萊昂縣的鬼鎮。

## 地理
約翰敦所處的海拔為高於海平面1463米（即4800英呎），而該地所採用的時區為UTC-8，即太平洋时区（PST）。同時該地設有夏令時間，為UTC-8調快一小時，即UTC-7（PDT）。